# Archaeotherium
Archaeotherium mortoni gr. "bestia antigua") es un género extinto de mamíferos artiodáctilos de la familia Entelodontidae, cuyos restos fueron descubiertos en América del Norte y datan de las épocas del Eoceno al Oligoceno, entre 36 a 28 millones de años).

## Taxonomía

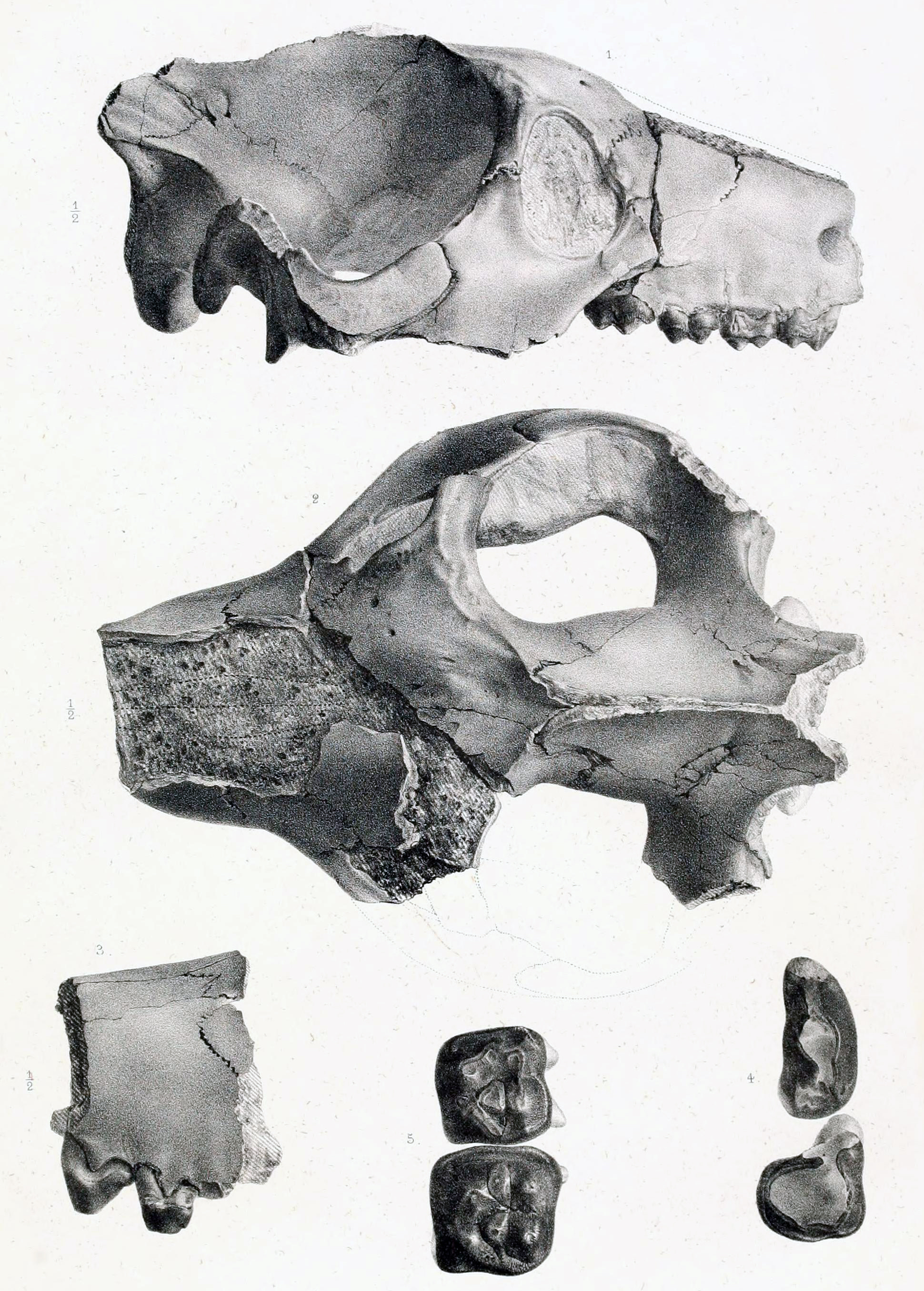
Cráneo parcial y fragmento craneal del holotipo como fue representado por Joseph Leidy en 1953

Archaeotherium fue nombrado por Joseph Leidy (1850). Su especie tipo es Archaeotherium mortoni. Fue sinonimizado subjetivamente con Entelodon por Leidy (1853) y posteriormente hecho sinónimo con Elotherium por Leidy (1857). Fue asignado a la familia Entelodontidae por Leidy (1850), Peterson (1909), Scott (1940), Galbreath (1953), Russell (1980), Carroll (1988) y Effinger (1998).
Archaeotherium, junto con todos los demás entelodóntidos, es un artiodáctilo cuya posición taxonómica ha sido sujeto de debate, aunque los taxonomistas los han clasificado generalmente entre los Suina (cerdos y pecaríes), y el grupo conformado por los antracotéridos, hipopótamos y cetáceos.

## Descripción

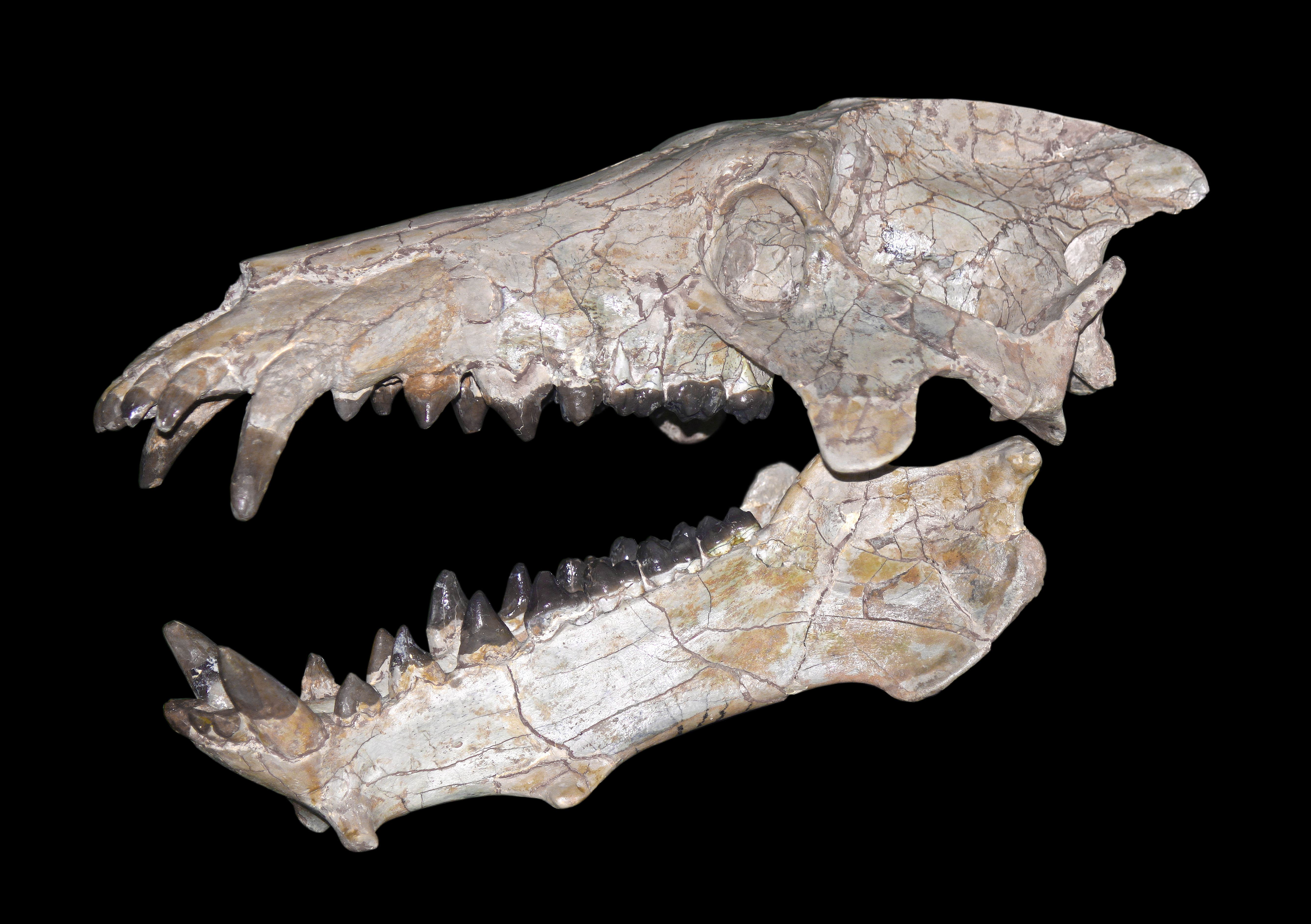
Réplica del cráneo del Staatliches Museum für Naturkunde Karlsruhe

Archaeotherium medía cerca de 1.2 metros de alto hasta los hombros y medía cerca de 2 metros de longitud. Se estima que los adultos pesarían unos 150 kilogramos o más. No se ha evidenciado dimorfismo sexual en los dientes caninos; las hembras y machos pueden haber sido similares en tamaño. Aunque Archaeotherium es uno de los entelodóntidos mejor preservados, los cráneos de estos animales se preservan con mayor frecuencia que los restos de sus esqueletos postcraneales, lo cual junto al gran tamaño de la cabeza en proporción al cuerpo hace difícil estimar con precisión el tamaño y el peso del animal en vida.
En vida, probablemente Archaeotherium se semejaba a un pecarí del tamaño de una vaca con un rostro más largo, hombros con una joroba, amplias mejillas y prominencias en la cara parecidas a las de los facóqueros, pero sin la nariz en forma de disco propia de los suidos.

## Paleobiología
Estos animales vivían en ambientes de bosques y cuencas de ríos, antes de la evolución de los pastizales. Como en todos los entelodóntidos, este género tenía las patas típicas de los artiodáctilos pero carecía de las especializaciones para la carrera a gran velocidad; aunque apoyaba su peso en pezuñas hendidas, los huesos de los pies no estaban fusionados, y los dedos podían extenderse como ocurre en los pies de los camélidos. Esta estructura, única de los entelodóntidos, puede haberle ayudado al animal para moverse sobre terrenos blandos. La cabeza era inusualmente grande, y las espinas altas de las vértebras en la región de los hombros apoyaban una fuerte musculatura y tendones que le permitían sostener el peso de la cabeza. El cerebro sería relativamente pequeño, pero tenía lóbulos olfatorios grandes, lo que sugiere que el animal tenía un agudo sentido del olfato.

### Dimorfismo
Archaeotherium, como otros entelodóntidos, poseía grandes proyecciones en el hueso yugal. Estas proyecciones serían sexualmente dimórficas, y los machos tendrían yugales mayores que los de las hembras. Debido a este dimorfismo, la función de los yugales expandidos era probablemente su uso para exhibiciones en lugar de relacionarse con su dieta. Este tipo de dimorfismo puede ser visto en el actual hilóquero, por lo que puede asumirse razonablemente que estos yugales servían de apoyo para grandes glándulas preorbitales usadas para la comunicación química con la intención de reproducirse. Los machos pueden haber luchado por la dominancia a través del uso de mordidas no letales intraespecíficas, tal como se deduce de las marcas de mordida observadas. Sus tubérculos mandibulares también son dimórficos, y pueden haberle ofrecido protección durante el combate.

### Alimentación

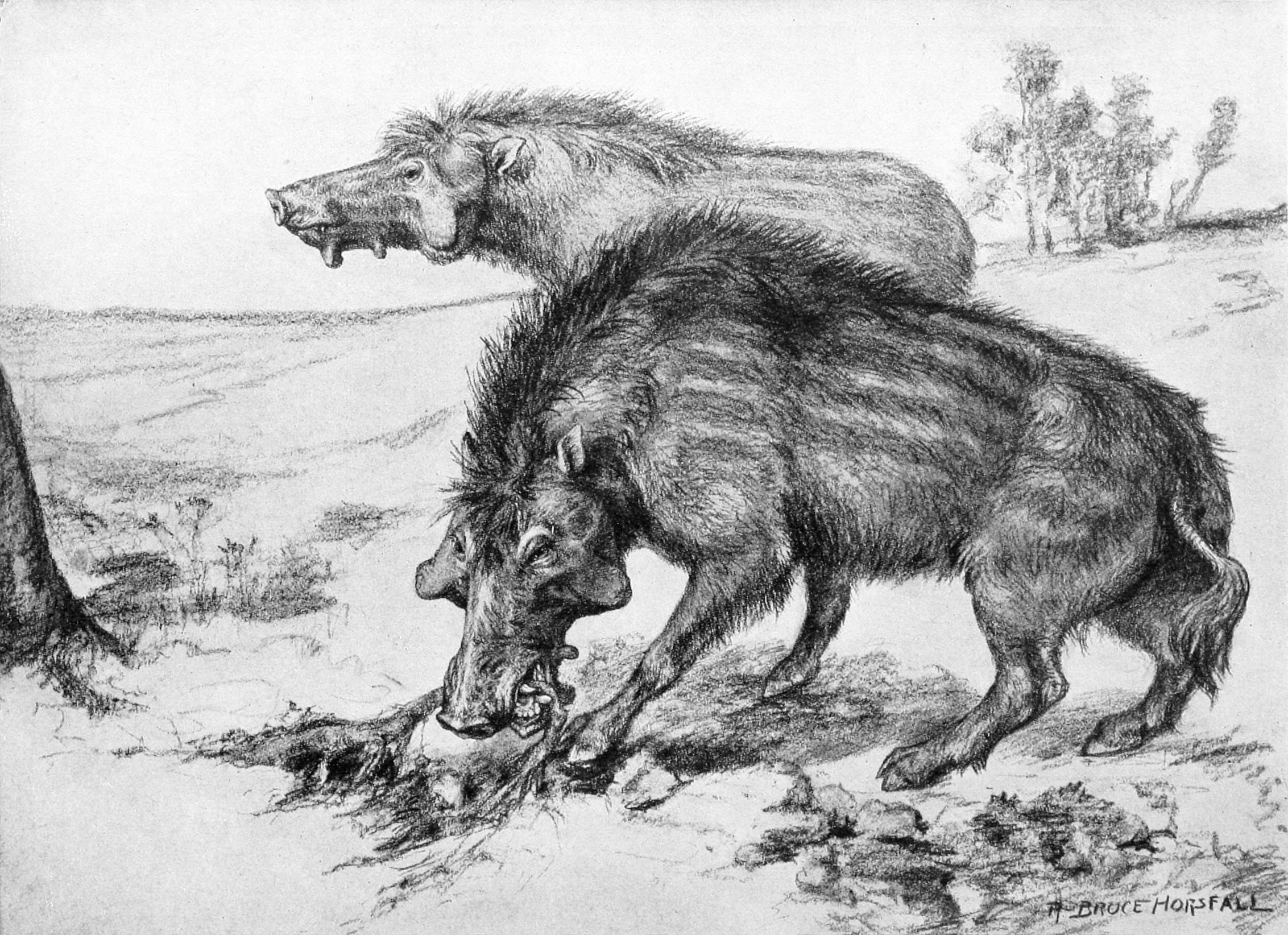
Recreación de Archaeotherium comiendo raíces, por Robert Bruce Horsfall, 1913

La especie tipo, A. mortoni, ha sido analizada como un omnívoro con especializaciones para morder y masticar objetos resistentes, tales como frutos duros, raíces y huesos. Como los demás entelodóntidos, los dientes y mandíbulas no tienen un equivalente directo en los animales actuales, aunque tienen algunas similitudes con los pecaríes, cerdos, carnívoros, rinocerontes y mamíferos rompedores de hueso. La dentadura es completa, con un juego de grandes caninos, premolares y molares todos dotados de una gruesa capa de esmalte y muestran un desgaste considerable. Las mandíbulas eran sumamente poderosas y funcionaban mayormente de tajo, aunque podrían moverse lo suficiente en sentido lateral para permitir a los molares aplanados moler. Ninguno de los dientes tiene zonas cortantes o muescas para cortar carne, un rasgo que es observado en diferentes taxones actuales y extintos de depredadores que pueden masticar. Archaeotherium no tenía la habilidad de cortar la carne como muchos depredadores modernos, pero en cambio puede haber usado su fuerte musculatura del cuello y su cabeza entera para arrancar trozos de comida. La evidencia fósil sugiere que puede haber cazado al camélido primitivo de Norteamérica Poebrotherium, cortando el cuerpo a la mitad y aplastando y devorando la sección posterior del cuerpo de alrededor de 30 centímetros de largo. Las marcas de mordida en las vértebras cervicales de los camélidos sugieren que estos eran atacados corriendo a su lado, rompiendo sus cuellos. Los restos de estos camélidos se han encontrado juntos, lo que sugiere que Archaeotherium llevaba sus capturas a refugios para ser consumidos más tarde.
A diferencia tanto de animales pastadores como hipercarnívoros, los dientes de Archaeotherium con frecuencia tienen desgaste asimétrico, lo que indica que el animal prefería masticar con un solo lado de la boca, usualmente como resultado del daño dental por alimentos duros. Sin embargo los dientes no muestran las "fracturas de corteza de pastel" resultado de romper huesos que son observadas en su pariente mayor Daeodon (Dinohyus) el cual se pudo haber especializado en el consumo de cadáveres de gran tamaño. Los patrones de desgaste dental sugieren que los dientes frontales entrecruzados de A. mortoni eran usados con frecuencia para arrancar hojas de las plantas, pero no muestran arañazos de partículas del suelo que resultarían de buscar raíces en el suelo. Entre los animales actuales, Archeotherium tiene algunos parecidos con los pecaríes, y como estos también puede haber sido un omnívoro agresivo; siendo capaz de derribar animales considerablemente menores que sí mismos, devorar carroña, y explotar alimentos vegetales que pocos otros animales pueden procesar. (La mayor especie de pecarí actual, Catagonus wagneri, consume principalmente cactos.)
Los ejemplares adultos de Archeotherium tenían grandes músculos temporales, pero estos eran de tamaño normal en los juveniles y solo se desarrollaban cuando maduraba el animal. Esto sugiere que los huesos de la mejilla expandidos y la enorme fuerza de mordida de este género pueden haber estado involucrados más en el comportamiento social de los adultos que en su alimentación. También es posible que los animales más jóvenes tuvieran dietas con alimentos más suaves, o que Archaeotherium proporcionara a sus crías un cuidado paternal significativo. Como otros entelodóntidos, las mandíbulas tenían una apertura inusualmente amplia; un cráneo de un entelodóntido muestra que el animal sobrevivió a una mordida cerca de la órbita ocular por otro ejemplar de la misma especie. Los entelodóntidos adultos pueden haber desarrollado exhibiciones de agresión con sus bocas totalmente abiertas y participar en batallas de mordidas como los hipopótamos actuales, que poseen la misma clase de adaptación; los camellos machos tienen heridas similares resultado de luchas en las que un animal logra atrapar la cabeza de su rival con sus mandíbulas y muerde con sus caninos. La apertura mandibular puede haber sido usada también para tomar y posicionar alimentos duros y de gran tamaño como huesos o nueces entre sus mandíbulas para ser luego rotos por los dientes posteriores, como sucede en los cerdos y pecaríes.